# Szansa na sukces
Szansa na sukces – polski talent show pomysłu Elżbiety Skrętkowskiej emitowany na antenie TVP2 w latach 1993–2012 i od 2019. Uczestnicy programu wykonują piosenki, a ich występy oglądają znani muzycy, często oryginalni wykonawcy śpiewanych utworów, którzy wybierają zwycięzcę odcinka.

## Zasady programu
W programie amatorzy śpiewają w formie karaoke piosenki znanych wykonawców, którzy najczęściej są jurorami danego odcinka. Utwory dla uczestników losuje prowadzący, a tytuł wylosowanej piosenki odczytuje juror. Uczestnik przed występem wybiera podkład muzyczny do wykonania – z dodatkowo nagraną linią melodyczną (tzw. taśma amatorska) lub bez niej (tzw. taśma profesjonalna). W 37. i 38. edycji prowadzący nie pytał uczestników o rodzaj taśmy.
Nagrodą dla zwycięzcy odcinka jest awans do finału edycji (który do 2011 odbywał się corocznie w Sali Kongresowej w Warszawie). Zwycięzcy finału otrzymują prawo do występu na Koncercie Debiutów Festiwalu Polskiej Piosenki w Opolu. W przeszłości odbywały się także serie, w których laureaci finału zyskiwali możliwość reprezentowania Polski w Konkursie Piosenki Eurowizji lub Konkursie Piosenki Eurowizji Junior.

## Prowadzący
Premiera programu odbyła się w listopadzie 1993 i przez prawie dwie dekady jego prowadzącym był Wojciech Mann. W 2012 Telewizja Polska podjęła decyzję o zakończeniu programu z powodu rezygnacji prowadzącego z dalszej pracy przy tym formacie. Ostatnie odcinki z Mannem jako prowadzącym wyemitowano w kwietniu 2012. Odcinek, którego tematem była twórczość zespołu Raz, Dwa, Trzy, poprowadził Wojciech Jermakow, jednak emisja tego wydania została zawieszona.
W lutym 2019 rozpoczęto castingi do kolejnej odsłony programu, której premiera odbyła się 7 kwietnia tego samego roku. Program powrócił pod tą samą nazwą, ale kolejne edycje mają odpowiednie do nagrody podtytuły (np. Szansa na sukces. Opole 2019). Prowadzącym nowej odsłony programu został Artur Orzech, ale wiosną 2021 jego miejsce zajął Marek Sierocki. W latach 2022–2023 prowadzenie serii „Eurowizja Junior” przejmował Aleksander Sikora.
Na początku 2024, w wyniku zmian zachodzących w TVP, Artur Orzech otrzymał propozycję powrotu do roli prowadzącego, którą wstępnie przyjął. Ostatecznie powrócił do tej roli w kolejnej edycji programu.

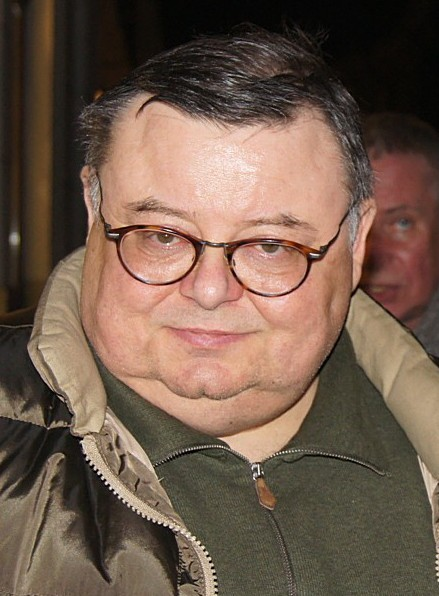
Wojciech Mann, prowadzący Szansę na sukces w latach 1993–2012[a] (zdjęcie z 2011)
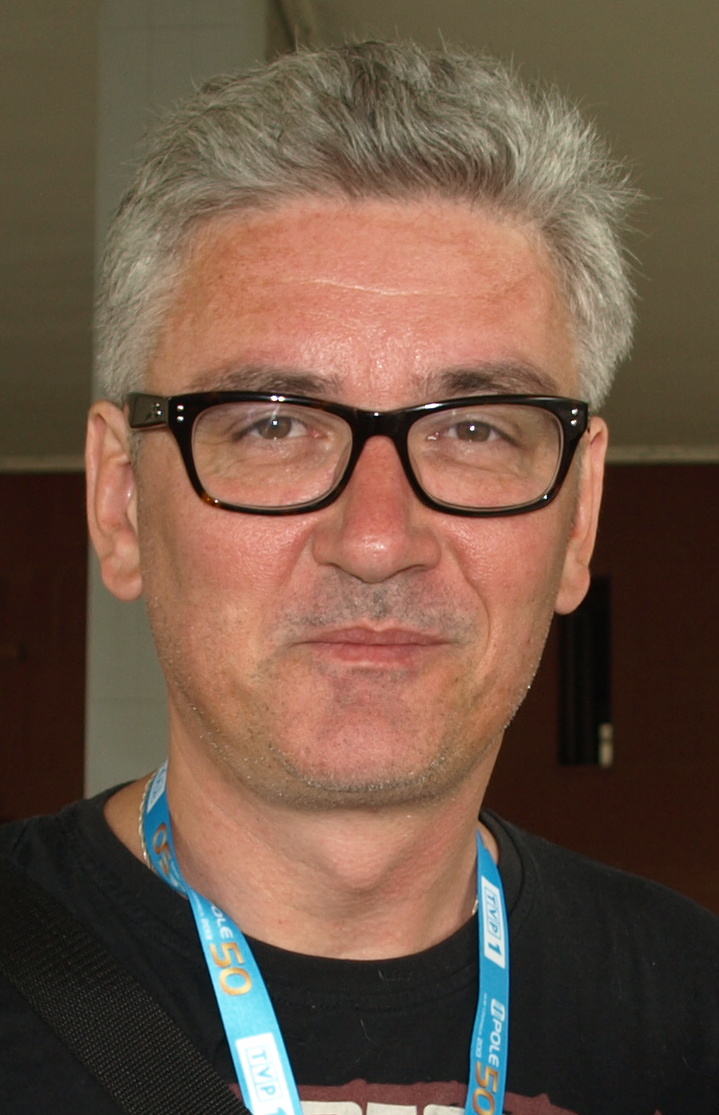
Artur Orzech, prowadzący Szansę na sukces w latach 2019–2021 oraz ponownie od 2024 (zdjęcie z 2013)
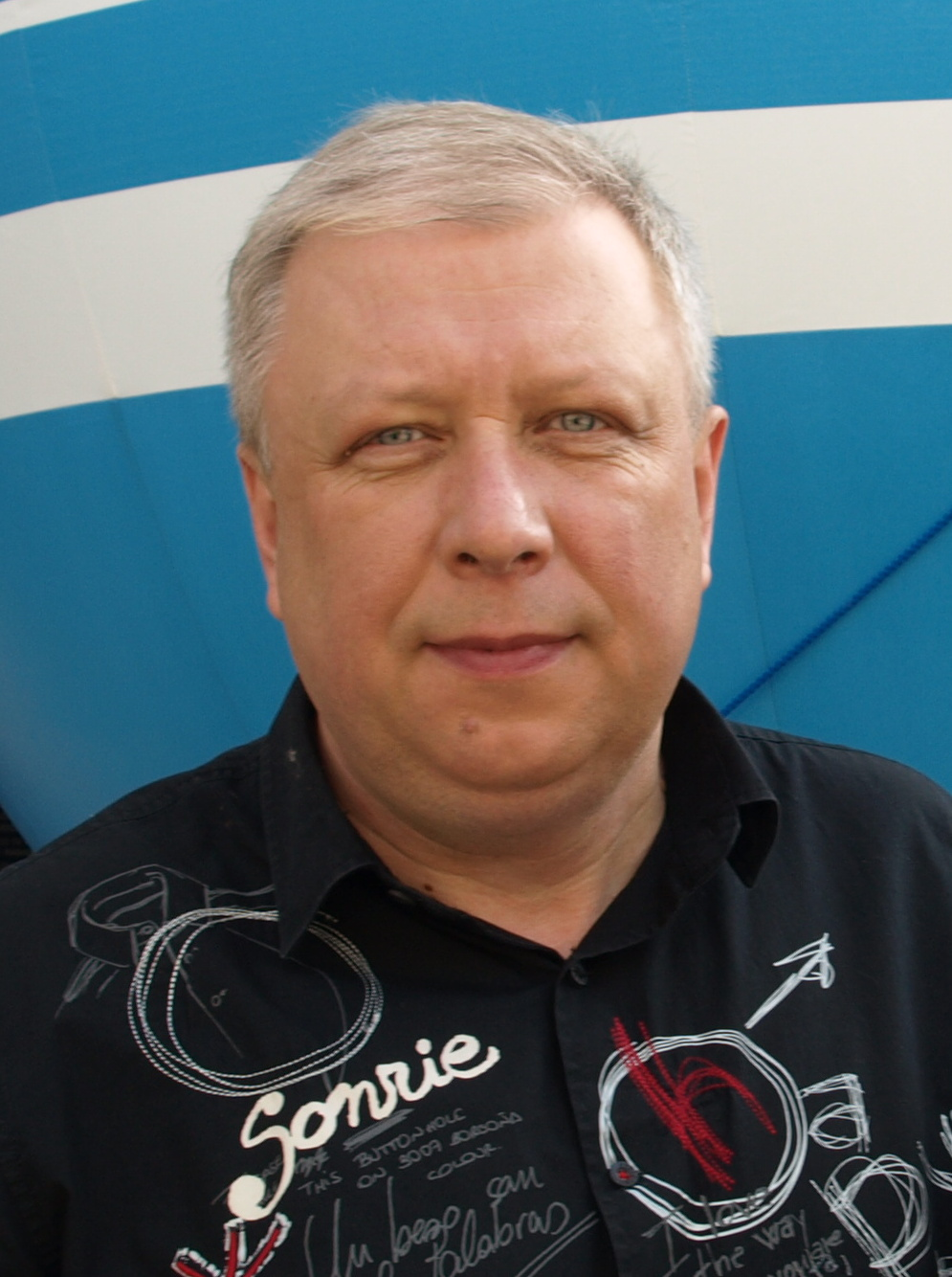
Marek Sierocki, prowadzący Szansę na sukces w latach 2021–2023 (zdjęcie z 2011)
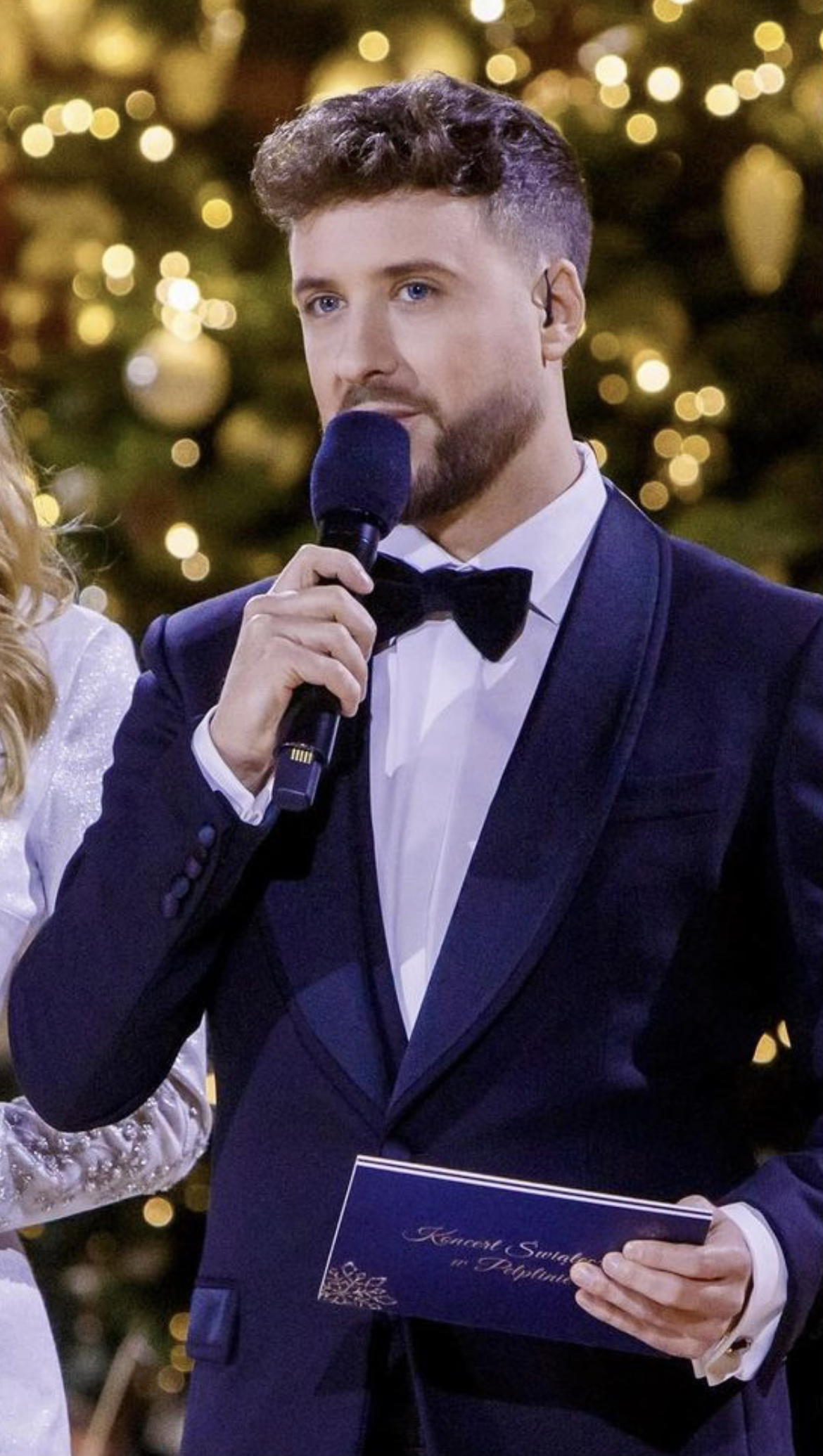
Aleksander Sikora, prowadzący serii „Eurowizja Junior” w latach 2022–2023 (zdjęcie z 2021)

## Spis edycji
| Edycja | Podtytuł              | Liczba odcinków | Liczba odcinków | Liczba odcinków | Sezon       | Premiera             | Finał             | Pora emisji           | Prowadzący                    |
| Edycja | Podtytuł              | Pr. dla prasy   | TVP VOD         | Fakt.           | Sezon       | Premiera             | Finał             | Pora emisji           | Prowadzący                    |
| ------ | --------------------- | --------------- | --------------- | --------------- | ----------- | -------------------- | ----------------- | --------------------- | ----------------------------- |
| 1.     | brak                  | nd.             | nd.             | 6               | 1993/1994   | 14 listopada 1993    | 18 czerwca 1994   | niedziela 19.00       | Wojciech Mann                 |
| 2.     | brak                  | nd.             | nd.             | 12              | 1994/1995   | 18 września 1994     | 29 lipca 1995     | niedziela 17.00       | Wojciech Mann                 |
| 3.     | brak                  | nd.             | nd.             | 12              | 1995/1996   | 17 września 1995     | 9 czerwca 1996    | niedziela 16.00       | Wojciech Mann                 |
| 4.     | brak                  | nd.             | nd.             | 12              | 1996/1997   | 22 września 1996     | 21 września 1997  | niedziela 16.00       | Wojciech Mann                 |
| 5.     | brak                  | nd.             | nd.             | 11              | 1997/1998   | 19 października 1997 | 17 maja 1998      | niedziela 16.00       | Wojciech Mann                 |
| 6.     | brak                  | nd.             | nd.             | 16              | 1998/1999   | 6 września 1998      | 16 maja 1999      | niedziela 16.00       | Wojciech Mann                 |
| 7.     | brak                  | nd.             | nd.             | 14              | 1999/2000   | 10 października 1999 | 28 maja 2000      | niedziela 15.30       | Wojciech Mann                 |
| 8.     | brak                  | nd.             | nd.             | 19              | 2000/2001   | 30 lipca 2000        | 24 czerwca 2001   | niedziela 15.30       | Wojciech Mann                 |
| 9.     | brak                  | nd.             | nd.             | 20              | 2001/2002   | 16 września 2001     | 16 czerwca 2002   | niedziela 15.00       | Wojciech Mann                 |
| 10.    | brak                  | nd.             | nd.             | 19              | 2002/2003   | 6 października 2002  | 18 maja 2003      | niedziela 15.00       | Wojciech Mann                 |
| 11.    | brak                  | nd.             | nd.             | 19              | 2003/2004   | 20 września 2003     | 23 maja 2004      | niedziela 15.00       | Wojciech Mann                 |
| 12.    | brak                  | nd.             | nd.             | 22              | 2004/2005   | 3 października 2004  | 19 czerwca 2005   | niedziela 15.00       | Wojciech Mann                 |
| 13.    | brak                  | nd.             | nd.             | 22              | 2005/2006   | 18 września 2005     | 4 czerwca 2006    | niedziela 15.00       | Wojciech Mann                 |
| 14.    | brak                  | nd.             | nd.             | 20              | 2006/2007   | 3 września 2006      | 10 czerwca 2007   | niedziela 15.00       | Wojciech Mann                 |
| 15.    | brak                  | nd.             | nd.             | 20              | 2007/2008   | 9 września 2007      | 8 czerwca 2008    | niedziela 15.00       | Wojciech Mann                 |
| 16.    | brak                  | nd.             | nd.             | 19              | 2008/2009   | 21 września 2008     | 14 czerwca 2009   | niedziela 15.00       | Wojciech Mann                 |
| 17.    | brak                  | nd.             | nd.             | 21              | 2009/2010   | 20 września 2009     | 22 maja 2010      | niedziela 15.00       | Wojciech Mann                 |
| 18.    | brak                  | nd.             | nd.             | 24              | 2010/2011   | 19 września 2010     | 4 czerwca 2011    | niedziela 15.00       | Wojciech Mann                 |
| 19.    | brak                  | nd.             | nd.             | 18              | 2011/2012   | 11 września 2011     | 29 kwietnia 2012  | niedziela 15.00       | Wojciech Mann                 |
| 20.    | Opole 2019            | 9               | 8               | 9               | wiosna 2019 | 7 kwietnia 2019      | 19 maja 2019      | niedziela 15.10/15.15 | Artur Orzech                  |
| 21.    | Eurowizja Junior 2019 | 4               | 4               | 5               | jesień 2019 | 8 września 2019      | 29 września 2019  | niedziela 15.10/15.15 | Artur Orzech                  |
| 22.    | Opole 2020            | 12              | 12              | 13              | jesień 2019 | 6 października 2019  | 22 grudnia 2019   | niedziela 15.10/15.15 | Artur Orzech                  |
| 23.    | Eurowizja 2020        | 5               | 4               | 5               | zima 2020   | 2 lutego 2020        | 23 lutego 2020    | niedziela 15.10/15.15 | Artur Orzech                  |
| 24.    | Opole 2020            | 12              | 12              | 12              | wiosna 2020 | 1 marca 2020         | 31 maja 2020      | niedziela 15.10/15.15 | Artur Orzech                  |
| 25.    | Eurowizja Junior 2020 | 4               | 4               | 4               | jesień 2020 | 6 września 2020      | 27 września 2020  | niedziela 15.10/15.15 | Artur Orzech                  |
| 26.    | Opole 2021            | 12              | 12              | 13              | jesień 2020 | 4 października 2020  | 20 grudnia 2020   | niedziela 15.10/15.15 | Artur Orzech                  |
| 27.    | Opole 2021            | 13              | 13              | 14              | wiosna 2021 | 28 lutego 2021       | 23 maja 2021      | niedziela 15.10/15.15 | Artur Orzech / Marek Sierocki |
| 28.    | Eurowizja Junior 2021 | 4               | 4               | 4               | jesień 2021 | 5 września 2021      | 26 września 2021  | niedziela 15.10/15.15 | Marek Sierocki                |
| 29.    | Opole 2022            | 13              | 13              | 14              | jesień 2021 | 3 października 2021  | 18 grudnia 2021   | niedziela 15.10/15.15 | Marek Sierocki                |
| 30.    | Opole 2022            | 12              | 12              | 13              | wiosna 2022 | 27 lutego 2022       | 22 maja 2022      | niedziela 15.10/15.15 | Marek Sierocki                |
| 31.    | Eurowizja Junior 2022 | 4               | 4               | 4               | jesień 2022 | 4 września 2022      | 25 września 2022  | niedziela 15.10/15.15 | Aleksander Sikora             |
| 32.    | Opole 2023            | 13              | 14              | 14              | jesień 2022 | 2 października 2022  | 17 grudnia 2022   | niedziela 15.10/15.15 | Marek Sierocki                |
| 33.    | Opole 2023            | 12              | 13              | 13              | wiosna 2023 | 5 marca 2023         | 21 maja 2023      | niedziela 15.10/15.15 | Marek Sierocki                |
| 34.    | Eurowizja Junior 2023 | 4               | 4               | 4               | jesień 2023 | 3 września 2023      | 24 września 2023  | niedziela 15.10/15.15 | Aleksander Sikora             |
| 35.    | Opole 2024            | 12              | 13              | 13              | jesień 2023 | 1 października 2023  | 16 grudnia 2023   | niedziela 15.10/15.15 | Marek Sierocki                |
| 36.    | Opole 2024            | 9               | 10              | 10              | wiosna 2024 | 17 marca 2024        | 12 maja 2024      | niedziela 15.10/15.15 | Artur Orzech                  |
| 37.    | Eurowizja Junior 2024 | 4               | 4               | 4               | jesień 2024 | 8 września 2024      | 29 września 2024  | niedziela 15.10/15.15 | Artur Orzech                  |
| 38.    | Opole 2025            | 8               | 9               | 9               | jesień 2024 | 6 października 2024  | 24 listopada 2024 | niedziela 15.10/15.15 | Artur Orzech                  |
| 39.    | Opole 2025            | 9               | 10              | 10              | wiosna 2025 | 2 marca 2025         | 27 kwietnia 2025  | niedziela 15.10/15.15 | Artur Orzech                  |
| 40     | Opole 2026            |                 |                 |                 | jesień 2025 | 7 września 2025      |                   |                       |                               |

Ponadto wielokrotnie zrealizowano odcinki specjalne programu – m.in. bożonarodzeniowe czy wielkanocne, których uczestnikami zostają najczęściej gwiazdy i celebryci.
Odcinki emitowane między jesienią 2009 roku a wiosną 2012 roku udostępniono w serwisie TVP VOD. Tam również nadawca udostępnia odcinki drugiej odsłony.

## Zwycięzcy finałów poszczególnych edycji

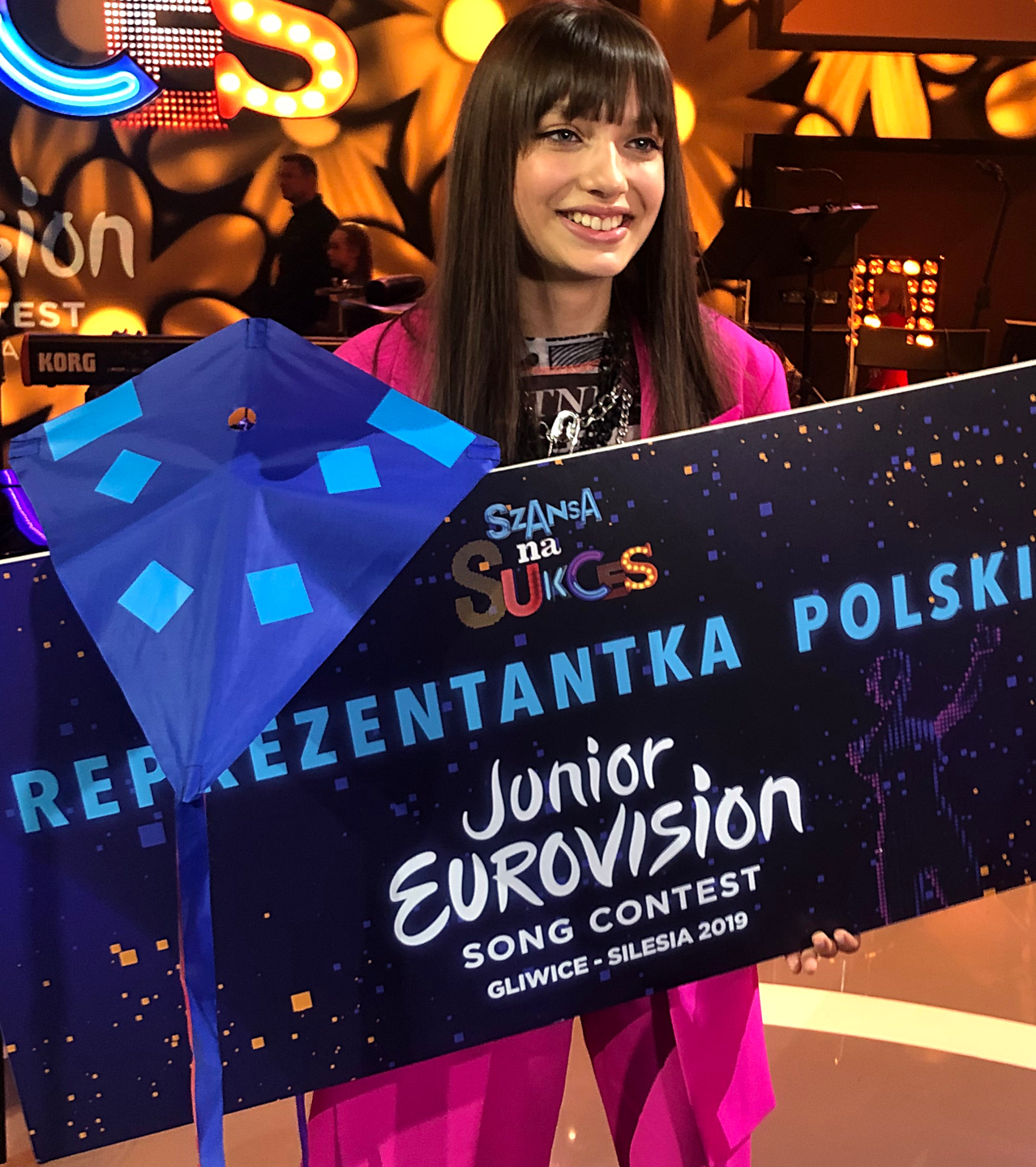
Viki Gabor – zwyciężczyni edycji wyłaniającej reprezentanta Polski na Konkurs Piosenki Eurowizji Junior 2019

| Edycja | Zwycięzca                       | Piosenka finałowa          | Piosenka finałowa               |
| Edycja | Zwycięzca                       | Oryginalny wykonawca       | Tytuł                           |
| ------ | ------------------------------- | -------------------------- | ------------------------------- |
| 1.     | Justyna Steczkowska             | Maanam                     | „Boskie Buenos”                 |
| 2.     | Violetta Brzezińska             | Alicja Majewska            | „Jeszcze się tam żagiel bieli”  |
| 3.     | Anna Świątczak                  | Sława Przybylska           | „Pamiętasz była jesień”         |
| 4.     | Katarzyna Cerekwicka            | Ewa Bem                    | „Wyszłam za mąż, zaraz wracam”  |
| 5.     | Monika Salita                   | Irena Santor               | „Walc Embarras”                 |
| 6.     | Małgorzata Markiewicz           | Violetta Villas            | „List do matki”                 |
| 7.     | Arkadiusz Makowski              | Shakin’ Dudi               | „Za 10 minut trzynasta”         |
| 8.     | Małgorzata Kuś                  | Edyta Geppert              | „Jaka róża, taki cierń”         |
| 9.     | Beata Wald                      | Bajm                       | „Szklanka wody”                 |
| 10.    | Marzena Korzonek i Aneta Figiel | Tadeusz Nalepa i IRA       | „Modlitwa” i „Wiara”            |
| 11.    | Marcin Maliszewski              | Stan Borys                 | „Jaskółka uwięziona”            |
| 12.    | Michał Gasz                     | Krystyna Prońko            | „Papierowe ptaki”               |
| 13.    | Karolina Szarubka               | Patrycja Markowska         | „Drogi kolego”                  |
| 14.    | Anna Józefina Lubieniecka       | Wilki                      | „Eli lama sabachtani”           |
| 15.    | Nina Kodorska                   | Maryla Rodowicz            | „Łza na rzęsie”                 |
| 16.    | Daria Zawiałow                  | Kasia Cerekwicka           | „Miłość”                        |
| 17.    | Małgorzata Janek                | Justyna Steczkowska        | „Grawitacja”                    |
| 18.    | Marcin Chudziński               | Bajm                       | „Biała armia”                   |
| 19.    | Zwycięzcy nie wybrano.          | Zwycięzcy nie wybrano.     | Zwycięzcy nie wybrano.          |
| 20.    | Aleksandra Nykiel               | Maryla Rodowicz            | „Łatwopalni”                    |
| 21.    | Viki Gabor                      | Viki Gabor                 | „Superhero”                     |
| 22.    | Izabela Zalewska                | Alicja Majewska            | „Jeszcze się tam żagiel bieli”  |
| 23.    | Alicja Szemplińska              | Alicja Szemplińska         | „Empires”                       |
| 24.    | Tomasz Jarosz                   | De Mono                    | „Póki na to czas”               |
| 25.    | Alicja Tracz                    | Alicja Tracz               | „I’ll Be Standing”              |
| 26.    | Łukasz Brodowski                | Goya                       | „Tylko mnie kochaj"             |
| 27.    | Tomasz Bulzak                   | Czesław Niemen             | „Sen o Warszawie”               |
| 28.    | Sara James                      | Sara James                 | „Somebody”                      |
| 29.    | Franciszek Barnowski            | Wojciech Młynarski         | „Nie ma jak u mamy”             |
| 30.    | Wiktor Kowalski                 | Irena Santor i Paweł Kukiz | „Już nie ma dzikich plaż”       |
| 31.    | Laura Bączkiewicz               | Laura Bączkiewicz          | „To the Moon”                   |
| 32.    | Kamil Jachyra                   | Universe                   | „Wołanie przez ciszę”           |
| 33.    | Karolina Fryt                   | Ewa Bem                    | „Moje serce to jest muzyk”      |
| 34.    | Maja Krzyżewska                 | Maja Krzyżewska            | „I Just Need a Friend”          |
| 35.    | Dominika Dobrosielska           | Magda Umer                 | „Piosenka o okularnikach”       |
| 36.    | Alan Cymbalista                 | Krzysztof Krawczyk         | „Ostatni raz zatańczysz ze mną” |
| 37.    | Dominik Arim                    | Dominik Arim               | „All Together”                  |
| 38.    | Stanisław Kukulski              | Anita Lipnicka             | „Wszystko może się zdarzyć”     |
| 39.    | Julia Tkacz                     | Maanam                     | „Krakowski spleen”              |

Zwycięzcy głosowania SMS-owego widzów w finałach (lata 2007–2011)
- Edycja 14. – Christina Bien
- Edycja 15. – ks. Robert Klemens
- Edycja 16. – Mariusz Myrcha
- Edycja 17. – Marzena Ugorna
- Edycja 18. – Marcin Chudziński